# 李沖 (成化進士)
李冲（1430年—？），字騰霄，河南彰德府安陽縣人，明朝政治人物。進士出身。

## 生平
河南鄉試第三十九名。成化二年（1466年）丙戌科會試第一百八十六名，殿試登進士第三甲第一百三十三名。

## 家族
曾祖李榮祖。祖父李仕達。父亲李敬。